# Lentua
Der Lentua ist ein See in der finnischen Landschaft Kainuu.
Er ist mit einer Fläche von 77,84 km² einer der wenigen großen Seen in Kainuu.
Der See liegt auf einer Höhe von 167,9 m.
Sein Einzugsgebiet umfasst 2045 km².
Den Hauptzufluss bildet der Abfluss des nördlich gelegenen Sees Iivantiira. 
Der Lentua fließt über die Stromschnelle Lentuankoski zum südlich gelegenen Lammasjärvi ab. 
Das Wasser fließt von dort weiter über die Seen Ontojärvi und Oulujärvi sowie dem Fluss Oulujoki zum Bottnischen Meerbusen.
Der Ort Kuhmo liegt wenige Kilometer südlich des Lentua.

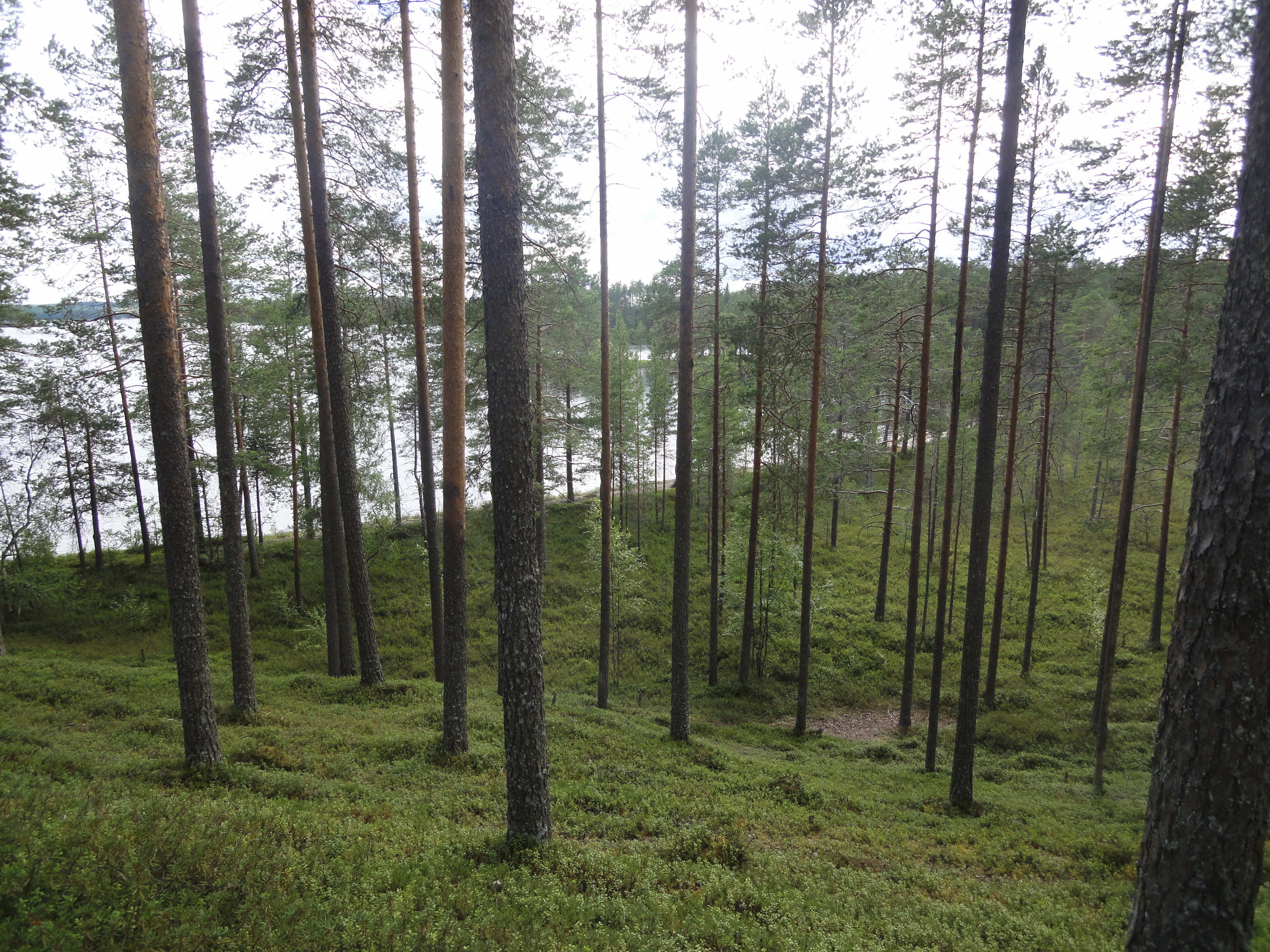
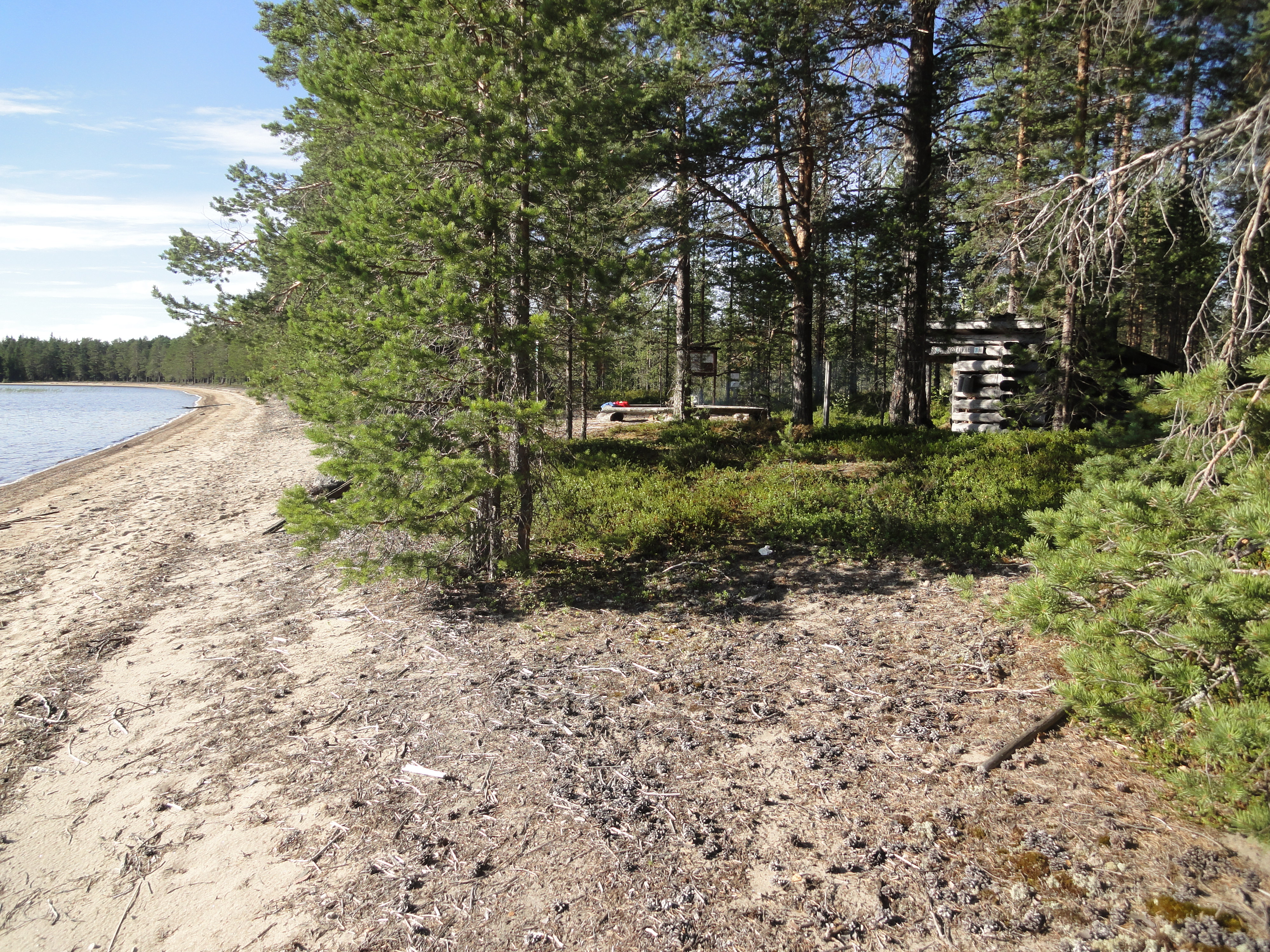
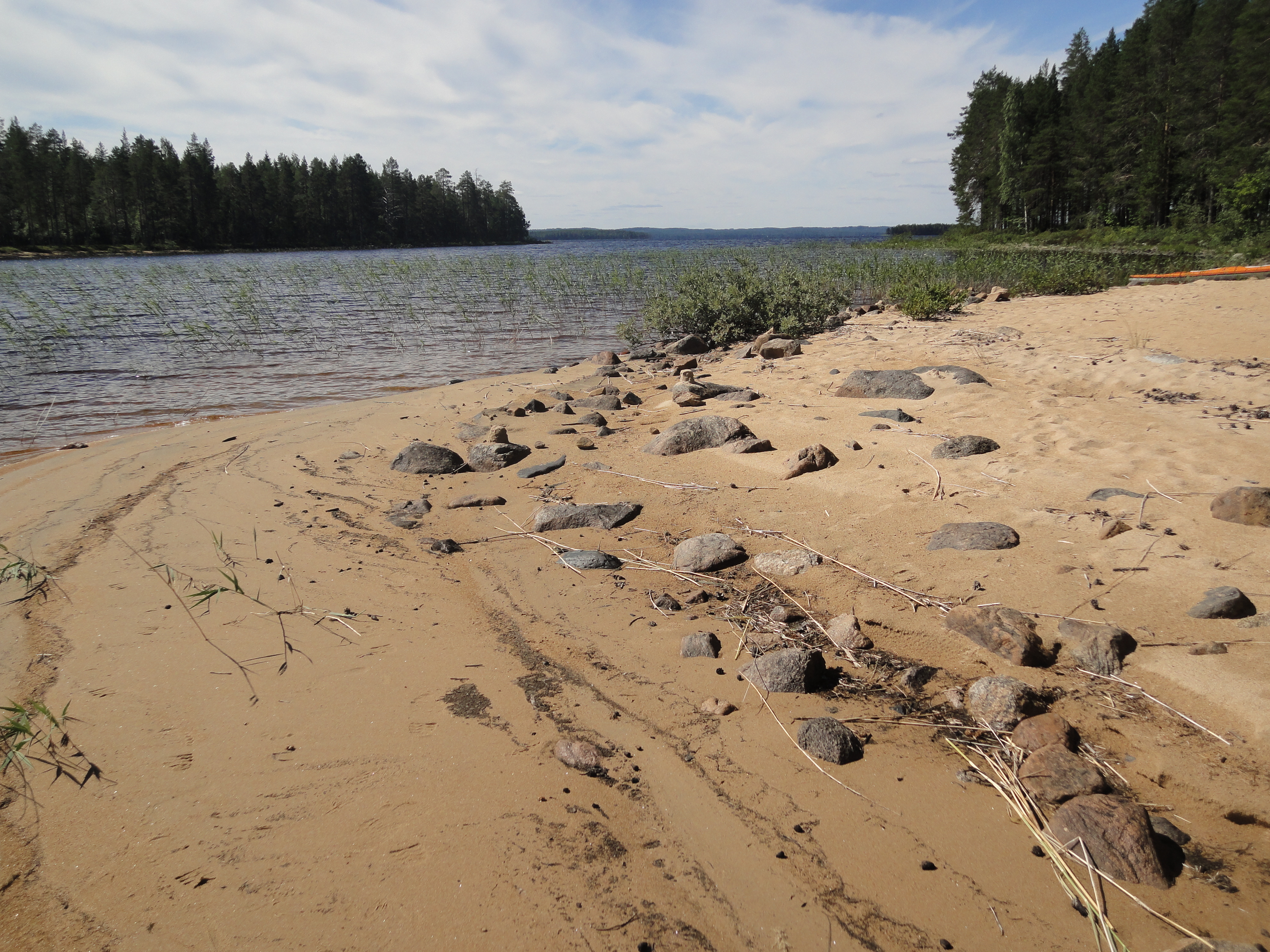
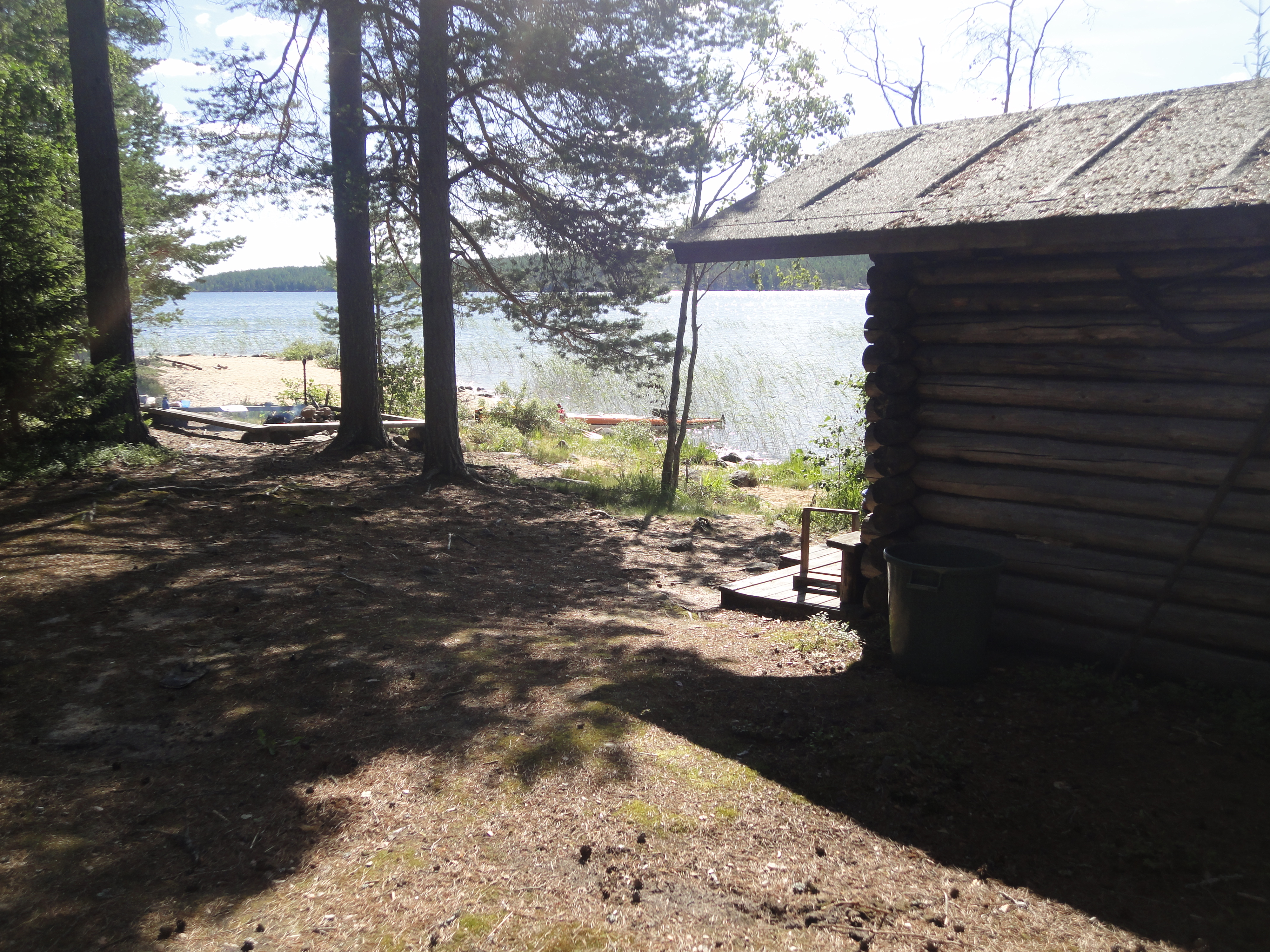